# Violeta Barba Borderías
Violeta Barba Borderías (Saragossa, 25 d'octubre de 1987) és una advocada laboralista i política aragonesa de Podem, presidenta de les Corts d'Aragó entre el 2016 i el 2019.

## Biografia
Nascuda a Saragossa, és filla de Carlos Barba, expresident de la Societat Espanyola d'Electromedicina i Enginyeria Clínica. El seu avi, Andrés Borderías Martín va ser el primer president del sindicat Central Sindical Independent i de Funcionaris.
Llicenciada en Dret per la Universitat de Saragossa. Va completar els estudis superiors amb el Màster Universitari en Relacions de Gènere, especialitzant-se en Gènere i Treball. Va exercir com a advocada laboralista i de seguretat social, especialment lligada a la defensa dels drets civils.
Implicada en moviments com el 15M, o Democràcia Real Ja!, va abandonar Esquerra Unida, per entrar a formar part de Podem. Des del 2015 va ocupar un dels catorze escons de Podem a les Corts d'Aragó i va ser la número dos del partit en aquesta comunitat autònoma. Va començar aquesta legislatura com a vicepresidenta de les Corts, però després de la renúncia del president, Antonio Cosculluela, va assumir la presidència de la cambra el 9 de setembre de 2016, convertint-se així en la primera dona a exercir aquest càrrec, així com la persona més jove a fer-ho.
Així mateix, va formar part del Consell Ciutadà de Podem Aragó, coordinant l'Àrea de Justícia, lluita contra la corrupció i seguretat fins al 2020.
Guanyadora el febrer de 2019 de les primàries de Podem per seleccionar l'aspirant de la formació a l'alcaldia de Saragossa, va ser presentada com a cap de llista de la candidatura de la coalició Podemos-Equo per a les eleccions municipals de 2019 a Saragossa. Després del descens de vots i de regidors obtinguts per la seva agrupació al consistori saragossà, Barba va comunicar la seva renúncia a l'acta com a regidora, va al·legar pèrdua d'il·lusió en el projecte, i va tornar així a la seva feina com a advocada. El seu seient va ser llavors per la tercera a la llista per Podem, Amparo Bella.

## Distincions
- Premi de Recerca de la Casa de la Mujer per La mujer en el mercado de trabajo y la discriminación indirecta: análisis de los sectores de trabajo feminidad y masculinizados (2014)[8]
- Sòcia d'Honor de l'Associació Aragonesa de Dones Empresàries (2018)[9]